# 255587 Gardenia
255587 Gardenia este o planetă minoră (asteroid) din Mars-crossing asteroid⁠(d). A fost descoperită pe 21 iulie 2006 la Borbona de Vincenzo Silvano Casulli⁠(d). 
Obiectul prezintă o orbită caracterizată de o semiaxă mare de 2,4244628435183 UAi, o excentricitate de 0,38, o înclinație de 6,9 ° în raport cu ecliptica.